# 클레멘스 홀

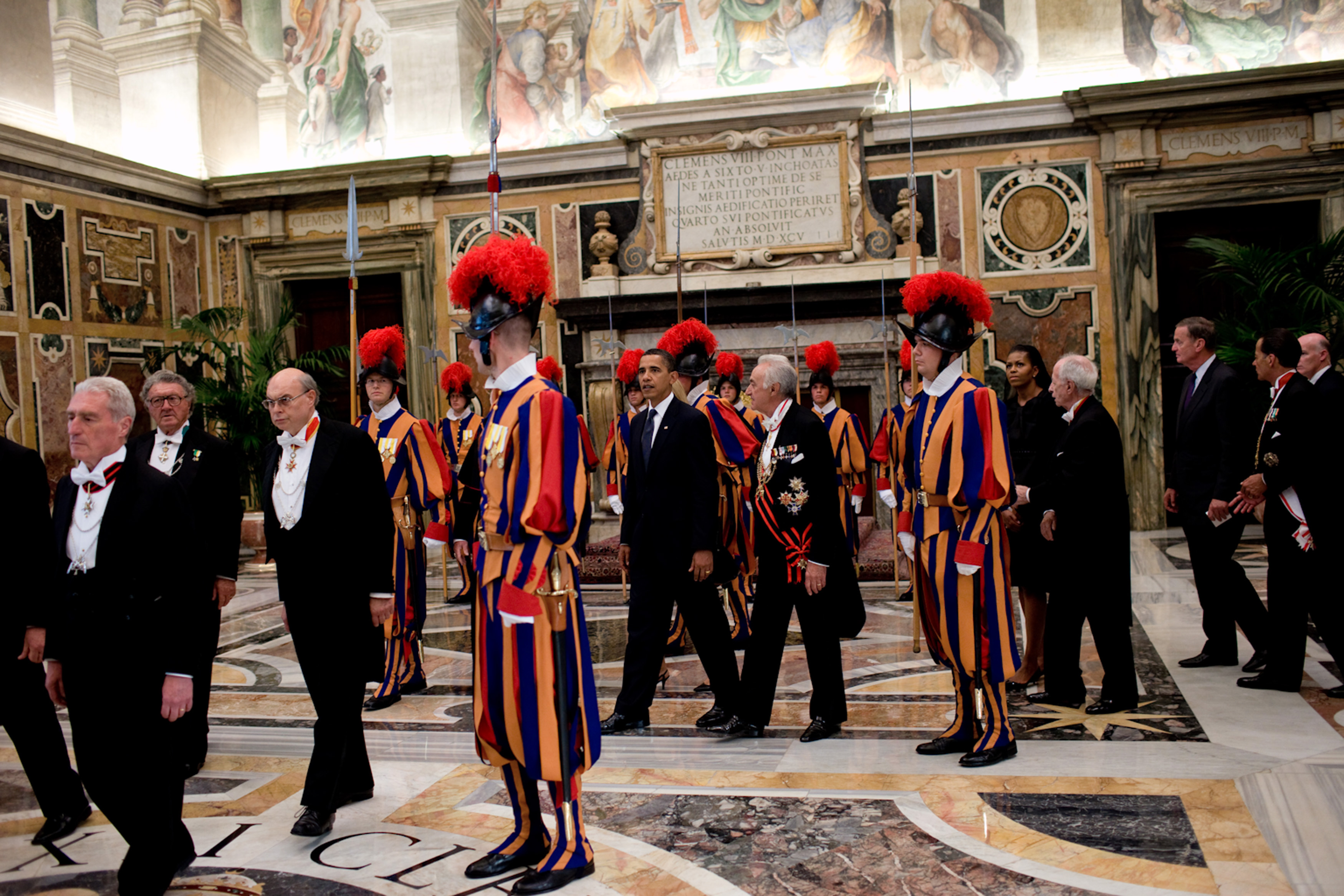

클레멘스 홀은 바티칸 시국의 성 베드로 대성전과 가까이 있는 사도 궁전에 있는 홀이다. 이 홀은 성 베드로 사도의 세 번째 후계자인 교황 클레멘스 1세를 기리고자 17세기에 교황 클레멘스 14세의 지시로 설립되었다. 클레멘스 홀은 르네상스풍의 프레스코 그림들과 값비싼 예술품들로 채워져 있다. 이곳은 교황의 응접실로 사용되며, 어떤 경우에는 다양한 행사와 전례 의식을 집전하는 장소로도 사용한다. 클레멘스 홀은 가장 최근에 교황 요한 바오로 2세의 장례식에서처럼 교황의 선종 직후 바티칸 공직자들의 개별적 문상을 위해 교황의 시신을 안치하는 곳이다. 교황의 시신은 전통적으로 클레멘스 홀에서 전례 절차에 따라 들것에 실어 성 베드로 광장을 가로질러 성 베드로 대성전이나 산 조반니 인 라테라노 대성전으로 나른다.

## 프레스코 그림
문 위에는 네덜란드 화가 파울 브릴이 그린 프레스코 벽화 《성 클레멘스의 순교》가 있다. 반대편 벽면에는 이탈리아 화가 케루비노 알베르티와 발다사레 크로체가 그린 프레스코 벽화 《성 클레멘스의 세례》와 조반니 알베르티와 케루비노 알베르티가 그린 프레스코 벽화 《예술과 과학의 우화》가 있다. 측면 벽에 있는 소벽(小壁)은 알베르티와 크로체에 의해 기본 덕목의 상징들을 그려졌으며, 반대편 벽에도 성경에 입각한 덕목의 상징들을 그려졌다. 천장에는 조반니 알베르티가 그린 《성 클레멘스의 승천》이 있다.